# Mario + Rabbids Sparks of Hope
Mario + Rabbids Sparks of Hope è un videogioco strategico a turni con elementi da RPG sviluppato e pubblicato da Ubisoft nel 2022 per Nintendo Switch. 
Seguito di Mario + Rabbids Kingdom Battle, presenta personaggi delle serie Mario e Rabbids. Nel terzo DLC "Rayman in the Phantom Show", questo è il quarto gioco in cui, dopo 14 anni, ci sono sia Rayman sia i Rabbids.
Con il ritiro di Charles Martinet dal doppiaggio della serie di Mario il 21 agosto 2023, questo è l'ultimo gioco in cui presta la voce a Mario e Luigi.

## Sviluppo
Il gioco è stato annunciato nel corso dell'Ubisoft Forward durante l'E3 2021.

## DLC

### La Torre della Cooondanna
Nel primo DLC del gioco, in esclusiva del Season Pass, Mario e i Rabbids incontrano Madame Bwahstrella e scalano la Torre della Cooondanna per salvare Spawny.

### L’ultima Braccaspark
Nel secondo DLC del gioco, Mario e i Rabbids atterrano nel Giardino Melodioso.
Gli eroi si trovano ad affrontare Kanya, l'ultima Braccaspark, e il suo Mecha Re Bob-omba.

### Rayman in the Phantom Show
Nel terzo DLC del gioco, Rayman insieme a Rabbid Mario e Rabbid Peach vengono invitati dal Fantasma, il boss dei Sentieri Spettrali di Mario + Rabbids Kingdom Battle, che ha bisogno di aiuto per far salire gli ascolti del suo canale Opera Siderale TV.